# Paul Millsap
Paul Millsap (ur. 10 lutego 1985) – amerykański koszykarz grający na pozycji silnego skrzydłowego.
Został wybrany w drugiej rundzie draftu NBA w 2006 roku przez Utah Jazz. 18 marca 2014, zanotował pierwsze w karierze triple-double, uzyskując 19 punktów, 13 zbiórek i 10 asyst w wygranej nad Toronto Raptors.
Jego młodszy brat Elijah jest zawodnikiem Utah Jazz.
13 lipca 2017, po 4 sezonach spędzonych w Atlancie Hawks, podpisał trzyletnią umowę z Denver Nuggets. Został trzecim najlepiej zarabiającym graczem NBA w sezonie 2017/2018.
10 września 2021 dołączył do Brooklyn Nets. 10 lutego 2022 został wytransferowany do Philadelphia 76ers.

## Osiągnięcia
Stan na 24 października 2023, na podstawie, o ile nie zaznaczono inaczej.
NCAA
- Najlepszy pierwszoroczny/nowo przybyły zawodnik konferencji Western Athletic (WAC – 2004)
- Zaliczony do:
  - I składu:
    - konferencji WAC (2005, 2006)
    - turnieju WAC (2006)
    - defensywnego WAC (2006)
    - nowo przybyłych zawodników WAC (2004)

  - II składu WAC (2004)
- 3-krotny lider NCAA w zbiórkach (2004-2006)[8]
- Wybrany do Galerii Sław Sportu uczelni Louisiana Tech (2011)

NBA
- Uczestnik:
  - meczu gwiazd NBA (2014–2017)
  - Rising Stars Challenge (2007, 2008)
- Zaliczony do II składu:
  - debiutantów NBA (2007)[9]
  - defensywnego NBA (2016)[10]
- Zawodnik:
  - miesiąca konferencji wschodniej (styczeń 2015)
  - tygodnia konferencji wschodniej (27.01.2014, 11.04.2016)